# Issaak Michailowitsch Zidilkowski
Issaak Michailowitsch Zidilkowski (russisch Исаак Михайлович Цидильковский; * 21. Mai 1923 in Rakitnoje, Gouvernement Kiew; † 30. Oktober 2001 in Jekaterinburg) war ein ukrainisch-russischer Physiker.

## Leben
Zidilkowski begann 1940 das Studium am Kiewer Industrie-Institut. Zu Beginn des Deutsch-Sowjetischen Krieges ging er als Freiwilliger an die Front. Nach dem Ende des Krieges als Major setzte er 1946 sein Studium an der physikalisch-mathematischen Fakultät der Universität Kiew fort mit Abschluss 1951. Darauf arbeitete er als Lehrer am Pädagogischen Institut Melitopol.
Ab 1952 arbeitete Zidilkowski an der Dagestan-Filiale der Akademie der Wissenschaften der UdSSR (AN-SSSR, ab 1991 Russische Akademie der Wissenschaften (RAN)) in Machatschkala. 1956 wurde er von der Universität Leningrad zum Kandidaten der physikalisch-mathematischen Wissenschaften promoviert.
1958 wechselte er an das Institut für Physik der Metalle der Ural-Abteilung der AN-SSSR in Swerdlowsk. 1959 wurde er von der Universität Leningrad zum Doktor der physikalisch-mathematischen Wissenschaften promoviert. 1960 organisierte er dort das Laboratorium für Halbleiter und Halbmetalle und leitete es ab 1961. Er untersuchte die thermomagnetischen Eigenschaften der Halbleiter. Er entdeckte dabei gekoppelte thermogalvanomagnetische Effekte, zu denen der Ettingshausen-Effekt, der Nernst-Effekt, der Righi-Leduc-Effekt und der photothermomagnetsche Effekt gehören. Mit seinen Mitarbeitern untersuchte er Quanteneffekte bei den Transportvorgängen in starken Magnetfeldern unter hohen Drücken. Es wurden optische und magnetooptische Eigenschaften von Halbleitern und Effekte von Mikrowellen untersucht. Er prognostizierte und untersuchte die Spin-Magnetophonon-Resonanz in Halbleitern sowie auch die kombinierte Schubnikow-de-Haas-Resonanz. Ein weiterer Arbeitsschwerpunkt waren die bandlückenlosen Halbleiter und die Exziton-Phasen. Er war Autor einer Vielzahl von Fachveröffentlichungen und Monografien.
1987 wurde Zidilkowski zum Korrespondierenden Mitglied der AN-SSSR gewählt. 1994 wurde er Vollmitglied der RAN. 1995 ging er in den Ruhestand. Nach Zidilkowski wurde ein Preis der Ural-Abteilung der RAN benannt.
Zidilkowski war verheiratet und hatte zwei Kinder.

## Ehrungen, Preise
- Orden des Vaterländischen Krieges I. Klasse[9]
- Orden des Roten Sterns[10]
- Joffe-Preis (1978) für die Monografie über Elektronen und Defektelektronen in Halbleitern
- Staatspreis der UdSSR im Bereich Wissenschaft und Technik (1982) für die Vorhersage, Entdeckung und Untersuchung der bandlückenlosen Halbleiter und der Exziton-Phasen[11]
- Diplom und Medaille der Ausstellung der Errungenschaften der Volkswirtschaft der UdSSR (1983)[8]
- Lomonossow-Preis (1993)[8]